# Carlo Rizzi
Carlo Rizzi is een personage uit Mario Puzo's roman De Peetvader en de op dit boek gebaseerde film The Godfather. In de film werd hij gespeeld door Gianni Russo.

## In de roman en film
Carlo Rizzi komt uit Nevada. Hij verhuist naar New York na een aanvaring met de wet, en wordt vrienden met Sonny Corleone. Sonny stelt hem voor aan zijn zus, Connie. Carlo en Connie trouwen in 1945. Vito houdt echter niet van het idee dat zijn dochter Connie trouwt met een kleine crimineel. Hij is tevens ontstemd over het feit dat Rizzi geen volbloed Siciliaan is: zijn moeder kwam uit Noord-Italië (vandaar zijn blonde haren en blauwe ogen). Hij geeft alleen zijn goedkeuring aan het huwelijk als Connie de oude stijl van de Siciliaanse bruiloft aanhoudt.
Rizzi is enthousiast dat hij een lid wordt van de misdadige familie Corleone, maar Vito instrueert consigliere Tom Hagen dat Rizzi zich niet met de familiezaken mag bemoeien en buiten de familie staat. Hij mag net genoeg weten om een eigen leven te kunnen opbouwen. Carlo blijkt geen goede echtgenoot. Zo bedriegt en mishandelt hij Connie vaak. Hij ziet haar enkel als middel om macht uit te oefenen op de Corleones. Wanneer Connie uiteindelijk klaagt bij haar ouders, weigert Vito te helpen. Waarschijnlijk om haar te straffen voor zo'n slechte keuze. In werkelijkheid is Vito woedend over hoe Rizzi zijn dochter behandelt, maar hij vindt dat hij niets kan doen omdat de Italiaanse traditie een vader verbiedt zich te bemoeien met het huwelijk van zijn dochter. Sonny komt echter wel voor Connie op. Sonny slaat Rizzi zelfs in elkaar en waarschuwt dat hij hem zal doden als hij nog een keer Connie mishandelt.
Carlo maakt hierop een deal met de voornaamste rivaal van de Corleones, Don Emilio Barzini. Hij wil Sonny uit de weg laten ruimen. Het plan slaagt en Sonny wordt neergeschoten.
Vito verbiedt een onderzoek naar de dood van zijn zoon en concludeert dat de familie Barzini verantwoordelijk is. Michael wordt het hoofd van het gezin nadat zijn vader zich min of meer uit de zaken teruggetrokken heeft. Hij maakt Rizzi, die gestopt is Connie te mishandelen na de dood van Sonny, tot zijn 'rechterhand' voor de geplande verhuizing naar Nevada. Michael weet echter dat Rizzi heeft samengewerkt met Barzini. Tijdens de doop van Rizzi's en Connies kind confronteert Michael Rizzi met zijn bevindingen. Hij laat hierop Rizzi vermoorden door Peter Clemenza. Rizzi wordt in zijn auto gewurgd.